# Final Fantasy VIII
Final Fantasy VIII (OT: jap. ファイナルファンタジーVIII, Fainaru Fantajī Eito) ist ein Computer-Rollenspiel, das von Square (heute Square Enix) entwickelt und veröffentlicht wurde. Es ist der achte Teil der Final-Fantasy-Reihe.
Die PlayStation-Version erschien in Japan am 11. Februar 1999, in den USA im September 1999 und im Oktober 1999 in Europa. Die PC-Versionen folgten im Jahr 2000. Seit dem 4. Februar 2010 kann es im PSN-Store für PlayStation Portable und PlayStation 3 als Download erworben werden. Seit dem 5. Dezember 2013 ist eine Windows-Version als Download bei Steam erhältlich. Am 3. September 2019 erschien Final Fantasy VIII Remastered mit neuen Features und überarbeiteter Grafik für Nintendo Switch, PlayStation 4, PC und Xbox One als Download.

## Handlung
Der 17-jährige Protagonist Squall Leonhart ist Kadett der Spezialeinheit SEED, die in der Militärakademie Balamb-Garden auf dem Kontinent Balamb ausgebildet wird. Die SEEDs sind magie- und waffenkundige Söldner, die von diversen Firmen und Nationen angeheuert werden. Manche Menschen kämpfen mit Hilfe sogenannter Guardian Forces (wörtl. etwa „Schutzkräfte“) – magische Avatare, die verschiedene Naturelemente verkörpern. Der Besitz und Gebrauch solcher Guardian Forces hat jedoch den unerwünschten Nebeneffekt, dass der Beschwörer mit jeder Nutzung einen winzigen Teil seiner Erinnerung verliert. Diese Tatsache wird den Auszubildenden jedoch verschwiegen.
Damit Squall die Abschlussprüfung bestehen kann, wird ihm seine erste richtige Mission anvertraut: Zusammen mit seiner Ausbilderin Quistis Trepe und den Mitschülern Xell Dincht, Selphie Tilmitt und Cifer Almasy (seinem Erzrivalen) soll er auf den benachbarten Kontinent reisen, um dort die Hafenstadt Dollet von feindlichen Soldaten zu befreien. Die Angreifer stammen aus der Nation Galbadia, die für ihre aggressive Militärpolitik berüchtigt ist. Als sich herausstellt, dass die Soldaten nur den örtlichen Funk- und Fernsehturm besetzen wollen, um eine Nachricht weltweit zu verbreiten, ist die Verwunderung groß. Nachdem die Stadt dank Squall und seiner Mitstreiter befreit ist, nehmen Squall, Selphie und Xell an der Abschlussfeier teil. Dort lernt Squall die hübsche Rinoa Heartilly kennen, die Tochter eines einflussreichen Oberst der galbadianischen Armee. Nach der Feier werden Squall, Selphie und Xell nach Galbadia entsandt, um dort einer Rebellengruppe namens „Waldeulen“ beizustehen und ein Attentat auf die kurz zuvor ernannte Botschafterin von Galbadia zu verüben.
Die neue Botschafterin heißt Edea und sie ist eine Hexe. Sie entpuppt sich schon bald als böse, machtbesessen und intrigant: Sie überrascht die SEEDs, als diese in die galbadianische Fernsehstation eindringen und verhext sie. Cifer, der sich unerlaubt aus dem Balamb-Garden entfernt hatte, um den galbadianischen Präsidenten als Geisel zu nehmen, wird von Edea verschleppt und angeblich hingerichtet. Da der neu hinzugestoßene Scharfschütze Irvine Kinneas aus der Militärakademie Galbadia-Garden beim Anschlagsversuch versagt und auch eine direkte Konfrontation mit der Hexe kläglich scheitert, landen die Helden in einem Spezialgefängnis für politisch Inhaftierte. Dank Rinoa und Irvine gelingt die Flucht.
Unterdessen vernichtet Edea mittels Langstreckenraketen die im Nordosten der Welt gelegene Militärakademie Trabia-Garden, weil diese – wie der Balamb-Garden – auf einer mobilen Festungseinrichtung erbaut worden war und sich sicherlich mit dem Balamb-Garden verbündet hätte. Nun müssen die SEEDs einen Raketenanschlag auf den Balamb-Garden vereiteln, was schließlich auch gelingt, weil dieser sich rechtzeitig fort bewegt. Allerdings fehlt eine Steuereinrichtung, weshalb der Garden unkontrolliert die Küste überfliegt und im Wasser landet. Nun treibt der Garden auf dem offenen Meer, bis er schließlich mit dem Hafenort Fishermen’s Horizon kollidiert. Unerwartet tauchen galbadianische Soldaten auf und bedrohen die Bewohner sowie den Garden, den sie gewaltsam zu betreten versuchen. Wieder müssen die SEEDs eingreifen und kämpfen. Dabei erfahren die Helden von einer geheimnisvollen Nation namens Esthar, die auf dem gleichnamigen, östlichen Kontinent liegen soll. Squall und seine Freunde erfahren schließlich die Hintergründe für Edeas Verhalten:
Vor 18 Jahren wütete ein furchtbarer, weltweiter Krieg, der als Hexenkrieg in die Geschichte einging. Die westlich gelegene Nation Galbadia kämpfte gegen die östliche Nation Esthar. Angezettelt wurde der Krieg von einer Hexe namens Adell, die auf der Suche nach ultimativer Macht war. Um diese zu erlangen, suchte sie nach einem Mädchen namens Ellione, das Squall sehr gut kennt und seit Kindertagen schmerzlich vermisst. Ellione besitzt die Gabe, das Bewusstsein von Menschen in die Vergangenheit oder Zukunft zu schicken. Diese Gabe wollte Adell unbedingt besitzen. Ihre Pläne wurden jedoch durch den mutigen Galbadia-Soldaten Laguna Loire und seine Freunde Kiros Seagul und Ward Zaback vereitelt, woraufhin Laguna zum neuen Präsidenten von Esthar ernannt wurde. Die Hexe Adell wurde magisch versiegelt und ins Weltall verbannt. Esthar wurde hinter einer futuristischen Tarn-Vorrichtung versteckt und von der Außenwelt abgeschnitten. Squall und seine Freunde erfahren davon durch immer wiederkehrende Ohnmachtsanfälle, während derer sie die Abenteuer Lagunas als Flashbacks erleben.
Es stellt sich heraus, dass Ellione für die Flashbacks verantwortlich ist und nun wollen die SEEDs nach Esthar reisen, weil sie glauben, dass Ellione auf diese Art um Hilfe ruft: Edea ist nun hinter ihr her und will sich Elliones Kräfte aneignen. Zuvor besuchen sie jedoch den völlig zertrümmerten Trabia-Garden, wo Selphie dereinst zur Schule ging. Während eines Gespräches innerhalb der gesamten Heldengruppe (einschließlich Rinoa) wird den SEEDs bewusst, dass sie sich alle schon viel länger kennen. Als Kinder wurden Squall, Selphie, Xell, Quistis, Irvine, Cifer und Ellione gemeinsam in einem Waisenhaus aufgezogen und später zur Adoption freigegeben. Durch den ständigen Einsatz ihrer Guardian Forces haben sie dies jedoch vergessen. Schließlich können sie sich auch daran erinnern, dass das Waisenhaus vom Direktor des Balamb-Garden Cid Kramer und Edea selbst geleitet wurde. Squall und seine Freunde sind bestürzt, als sie begreifen, dass sie ein Attentat auf die einstige Ehefrau ihres Auftraggebers verüben sollten. Nun wollen sie zum ehemaligen Waisenhaus reisen, um einen Hinweis auf Edeas Vergangenheit und Motive sowie Elliones Verbleib zu erhalten.

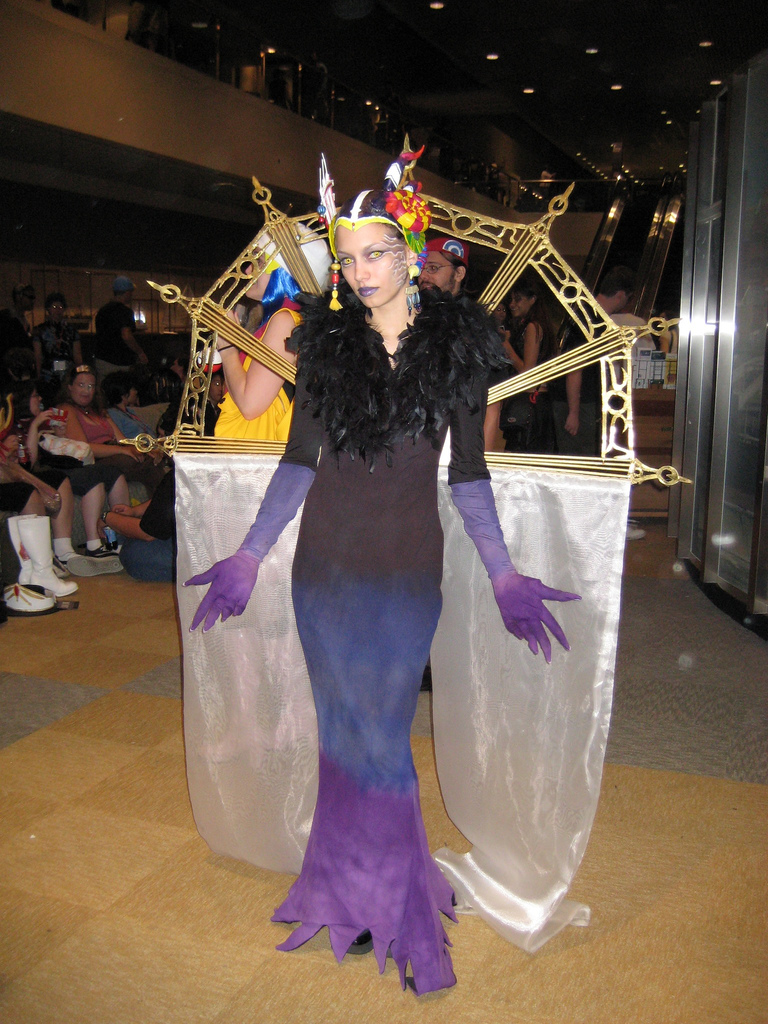
Cosplayerin als die Hexe Edea

Bevor sie ihren Plan in die Tat umsetzen können, wird der Balamb-Garden vom – nun ebenfalls flugfähigen – Galbadia-Garden attackiert und es kommt zur Schlacht der Gardens. Dabei stellt sich heraus, dass Cifer noch am Leben ist und sich als selbsternannter Hexen-Ritter Edea angeschlossen hat. Nach einem Duell, das Cifer verliert, kommt es zur erneuten Konfrontation zwischen SEEDs und Edea. Diesmal jedoch verliert Edea, ein unheimliches, grelles Licht fährt in Rinoa und diese fällt ins Koma. Nach dem Kampf stellt sich heraus, dass Edea von dem Geist einer anderen Hexe besessen war und in Wahrheit eine wohlwollende und sanftmütige Person ist. Sie verrät den SEEDs auch, wer die andere Hexe ist: Sie heißt Artemisia und stammt aus der Zukunft. Sie besitzt jedoch eine Zeitmaschine, dank derer sie in die Vergangenheit reisen und die magische Kraft anderer Hexen absorbieren kann. Sie war es auch gewesen, die die frühere Hexe Adell manipuliert hatte, um an das Mädchen Ellione heranzukommen. Artemisia will mit ihrer Hilfe die Zeit komprimieren, indem sie Vergangenheit, Gegenwart und Zukunft miteinander verschmilzt und dadurch eine zeitlose Welt erschafft. Als die Schöpferin dieser Welt wäre sie fortan das einzig lebende Wesen. Ellione hält sich vermutlich in Esthar auf, weshalb Squall und seine Begleiter ebenfalls dorthin reisen.
Esthar entpuppt sich als eine Nation mit enorm fortschrittlicher Technik und furchtsamen Einwohnern. Tatsächlich ist Laguna noch immer Präsident. Nun erfahren die Helden auch, dass Ellione momentan in einer im Weltall schwebenden Raumstation untergebracht ist, weil sie sich auf der Erde nicht mehr sicher fühlte. Da man hofft, dass Ellione vielleicht Rinoa aus dem Koma zurückholen kann, begibt sich das Team mitsamt Rinoa in die Raumstation. Dort allerdings übernimmt Artemisias Geist die Kontrolle über Rinoa und entriegelt den Sarg von Adell. Gleichzeitig hat Cifer auf der Erde ein geheimnisvolles, schwebendes Kristallmonument geborgen und aktiviert. Dieses Monument, die Lunatic Pandora, war einst eine Wunderwaffe, die von Esthar geschaffen wurde. Nun schwebt die Lunatic Pandora über Esthar und löst mit ihrer Energie eine sogenannte Träne des Mondes aus. Der Mond wird in Final Fantasy VIII von unzähligen Monstern bevölkert, die dort geboren werden und mit Hilfe der Mondträne alle fünfzig Jahre auf die Erde gelangen. Die Lunatic Pandora kann dieses natürliche Phänomen künstlich zu jeder beliebigen Zeit auslösen. Genau das geschieht und der Sarg von Adell gelangt mit der Träne nach Esthar, wird jedoch von der Steinsäule verschluckt. Auch Squall und seine Begleiter kehren zur Erde zurück. Rinoa wurde inzwischen verhaftet, weil sie sich gegen Ende des Kampfes mit Edea selbst in eine Hexe verwandelt hatte: Edeas Kräfte waren auf sie übertragen worden. In Esthar fürchten sich die Menschen aufgrund der Vergangenheit ihres Landes ganz besonders vor Hexen. Squall befreit Rinoa jedoch und Laguna entschuldigt sich.
Das Team dringt in die Lunatic Pandora ein und trifft dort auf Cifer. Nachdem Cifer bezwungen wurde, verschleppt er Rinoa in die Hauptkammer der Lunatic Pandora, wo sich der Sarg von Adell befindet. Adell befreit sich und bindet Rinoa an sich, um ihr ihre Macht zu entreißen. Die SEEDs besiegen Adell jedoch und Artemisias Geist nistet sich wie geplant in Rinoa ein. Ellione wird herbeigerufen und nutzt ihre Gabe, um Artemisia und Rinoas Geister in die Vergangenheit zu schicken. Dann transferiert sie Rinoas Geist in die Gegenwart, befördert Artemisias Geist zurück in die Zukunft und veranlasst eine partielle Zeitkomprimierung, sodass Vergangenheit, Gegenwart und Zukunft dicht beieinander liegen (aber nicht komplett miteinander verschmelzen). Squall und seine Freunde reisen erst durch die Vergangenheit und bezwingen die Geister vergangener Hexen, anschließend betreten sie die Zukunft und konfrontieren Artemisia in ihrem Schloss. Dort kommt es zum Showdown. Artemisia demonstriert während des Kampfes ihre wahre Macht, indem sie eine Guardian Force namens Griever direkt aus Squalls Fantasie entstehen lässt und diese auf die Helden loslässt. Als dies scheitert, verschmilzt Artemisia mit Griever. Als auch das nicht zum gewünschten Erfolg führt, offenbart sich Artemisia in ihrer wahren Gestalt und setzt all ihre Kräfte gegen die SEEDs ein. Nachdem sie besiegt wurde, befördert sie aus Rache Squalls Geist in eine Zerrzone, um ihn zu isolieren, ihm sämtliche Erinnerungen zu rauben und ihn in die Verzweiflung zu treiben. In dieser Zerrzone wird Squall ein letztes Mal mit seiner Vergangenheit konfrontiert. Dabei wird er Zeuge, wie Artemisias Geist in die Gegenwart gereist war und sich in Edea eingenistet hatte. Danach beginnt er, seine Erinnerungen zu verlieren, bis er vor Verzweiflung und Angst ohnmächtig wird. Er erwacht und erholt sich, als Rinoa ihn reglos auf einer Blumenwiese vorfindet und ihn in ihre Arme schließt.

## Hintergrund
Die Handlung von Final Fantasy VIII ist in einer mit zahlreichen Science-Fiction-Elementen durchsetzten Welt angesiedelt, die von einer vermeintlich bösen Hexe bedroht wird. Als SEEDs, der Söldnereinheit der Militärakademie Balamb Garden, ist es der Auftrag des Hauptcharakters Squall Leonhart sowie seiner Begleiter, die Hexe Edea durch ein Attentat zu beseitigen. Wie für Final Fantasy typisch, hebt sich die Geschichte sehr schnell von diesem einfachen Ansatzpunkt ab und wird im Laufe des Spieles zusehends verwickelter und komplexer. Was als Hexenjagd beginnt, entwickelt sich zu einem zwischenstaatlichen und schließlich weltumspannenden Konflikt, der die Gruppe über den ganzen Planeten, aber auch in den Weltraum und schließlich in eine zeitenverschmolzene Welt reisen lässt, um die wahren Urheber hinter allem zu besiegen. Immer auf der Suche nach der eigenen Herkunft, verlorenen Erinnerungen und ihrer Bestimmung, scheint die Gruppe auserwählt, die Vernichtung aller Existenz zu verhindern.

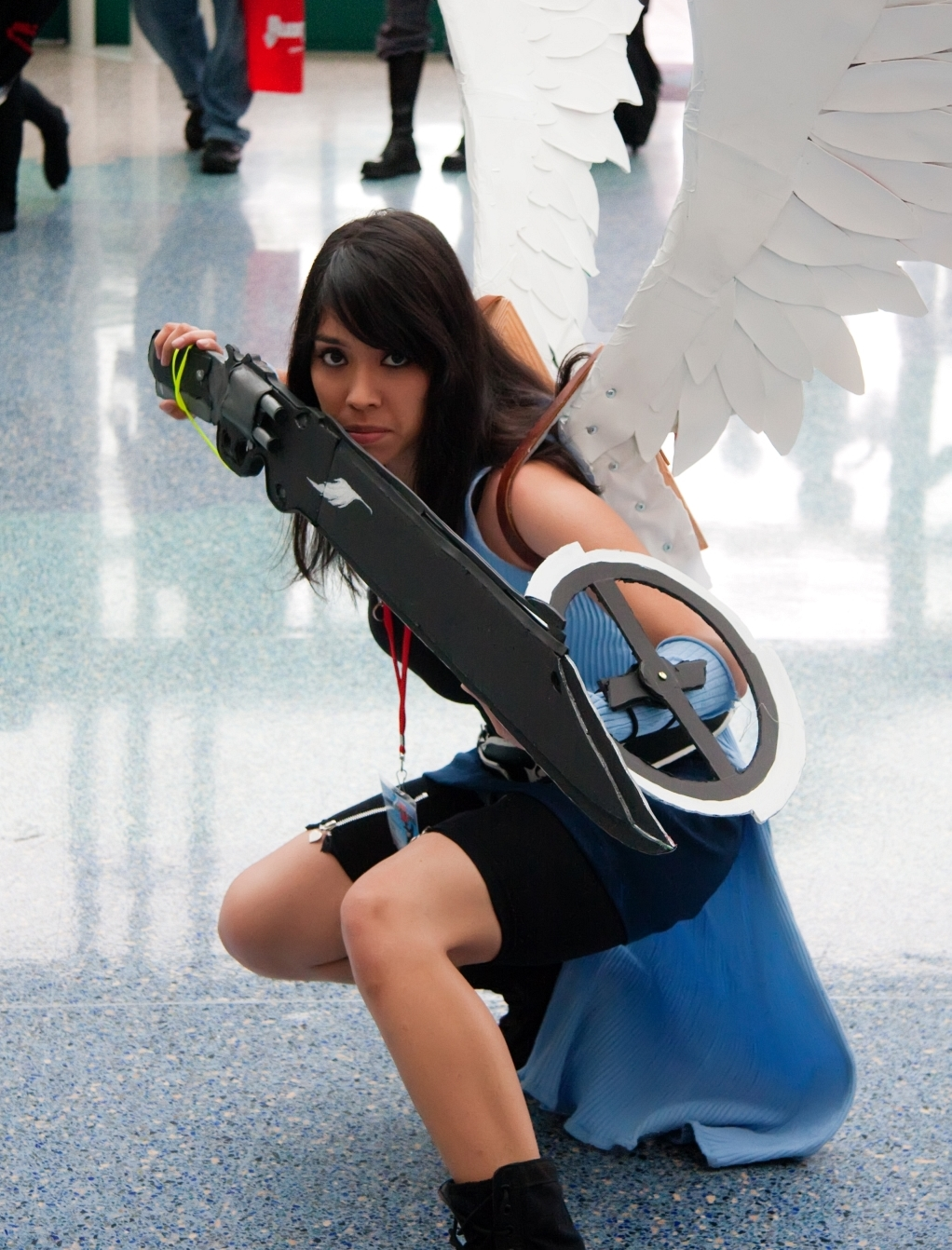
Cosplayerin als Rinoa Heartilly

Besonderes Augenmerk wird auf den Hauptcharakter Squall Leonhart und dessen psychische Entwicklung während der Handlung gelegt, woran die junge Widerstandskämpferin Rinoa Heartilly einen großen Anteil hat. In dieser Welt, die von einem verheerenden Krieg bedroht wird, lernt Squall die Bedeutung von Freunden, Liebe und Vertrauen. Des Weiteren lernt er die Befehle höherer Instanzen zu hinterfragen und Situationen selbstständig einzuordnen. Er öffnet sich nach und nach seinen Freunden und erkennt an, dass er deren Hilfe benötigt. Langsam entwickelt sich zudem eine Romanze zwischen Squall und Rinoa, was ersterer jedoch erst erkennt, als er Rinoa zeitweise verliert.
Die Geschichte des Spieles kann im weitesten Sinne als eine Geschichte über das Heranwachsen verstanden werden, in der sich die vornehmlich jugendlichen Charaktere weiterentwickeln, reifen und persönliche Konflikte verarbeiten.
Darüber hinaus verfügt die Handlung über zwei weitere Erzählebenen, in der Vergangenheit und der Zukunft, die der ersten Erzählebene gegenüberstehen. Allerdings hängen die drei Ebenen zusammen und geraten im Laufe des Spieles miteinander in Kontakt. Die Zusammenhänge bleiben den größten Teil des Spieles sowohl Spielern als auch den Charakteren verborgen.

## Spielsystem
Die Kampfparty besteht wie beim Vorgänger Final Fantasy VII erneut aus maximal drei Charakteren, jedoch finden sich in diesem Teil ausschließlich menschliche Charaktere in dieser wieder, die auch erstmals eine realistische Körpergröße und -form haben.
Final Fantasy VIII verwarf viele für die Final-Fantasy-Reihe typische Spielelemente und ersetzte sie durch Neuentwicklungen:
- Zauber werden nicht mehr erlernt, sondern können an sogenannten Draw-Punkten, an denen Zaubereinheiten einer Art (z. B. Feuer, Eis oder Blitz) gespeichert sind, gezogen werden. Die Anzahl der gezogenen Zauber hängt vom Magiewert des jeweiligen Charakters ab. Auch können in Kämpfen Zauber von Gegnern gezogen werden – meist jene, welche die Gegner selber nutzen können. Außerdem können Zauber mit Hilfe bestimmter Fertigkeiten aus Gegenständen oder aus Spielkarten des in Final Fantasy VIII vorkommenden Kartenspiels gewonnen werden. Diese Zauber können in der Gruppe frei verteilt und vom jeweiligen Charakter benutzt oder gekoppelt werden.
- Ein zentrales neues Spielelement sind die Guardian Forces, kurz G.F., Schutzdämonen, die entweder direkt im Kampf besiegt oder von Bossen – wie Zauber – gezogen werden müssen. Sie stehen dann der Gruppe dauerhaft zur Verfügung, können an jeweils einen Charakter „gekoppelt“ werden und sind dann auf vielfache Weise nützlich:
  - Die G.F. können, ähnlich den Bestia in Teil X, im Kampf direkt zu Hilfe gerufen werden. Der wesentliche Unterschied liegt jedoch darin, dass G.F. nur einen Angriff ausführen und dann erneut beschworen werden müssen, anstatt dauerhaft im Kampfgeschehen zu bleiben.
  - Nur mit einer gekoppelten G.F. kann ein Charakter Zauber koppeln und andere Fähigkeiten außer seinem Waffenangriff nutzen.
  - Sobald ein G.F. gekoppelt ist, können Zauber zur Erhöhung verschiedener Statuswerte einer Figur gekoppelt werden. Abhängig von der Erfahrung des G.F., die wie bei den Charakteren durch Kämpfe steigt, lassen sich an unterschiedlich viele Statuswerte Zauber koppeln. Durch richtiges Koppeln kann man seine Truppe deutlich stärken und zum Beispiel immun gegen Zustandsveränderungen oder gegen physischen oder magischen Schaden machen.
  - Neben den koppelbaren G.F. gibt es auch die nicht koppelbaren G.F., welche – wenn man sie zuvor gewonnen hat – zufallsbestimmt im Kampf auftauchen, um zu helfen.
  - Da das Kopplungssystem für viele Spieler zu komplex ist, bietet das Spiel die Möglichkeit an, eine von drei vorgegebenen Optimaleinstellungen auszuwählen, bei denen die Zauber automatisch so gekoppelt werden, dass entweder der Stärke-, Verteidigungs- oder Magiewert des Charakters optimiert wird.

- Es gibt nun kein Geld mehr für gewonnene Kämpfe, sondern einen festen Sold, sobald man ein SEED-Söldner ist. Als ein solcher wird man in bestimmte Gehaltsstufen eingeteilt, die sich zum Beispiel durch Tests, welche meist die Theorie des Spiels abfragen, als auch durch viele Kämpfe ohne G.F. erhöht werden. Es ist jedoch auch möglich, durch ständige Flucht aus Kämpfen an Stufen zu verlieren.

- Es gibt keinerlei Rüstungen oder Schmuck mehr, welche Statuswerte verändern.

- Die einzigen Ausrüstungsgegenstände stellen die charakterspezifischen Waffen dar, die im Laufe des Spiels durch Umbauten verbessert werden können. Dies ist jedoch nicht wie zuvor nur mit Geld möglich. Stattdessen werden für jede Stufe verschiedene Bauteile benötigt, die nur im Kampf oder durch Umwandlung von Karten oder Gegenstände erworben werden können. Hinweise auf die benötigten Teile geben Anleitungen, die man im Laufe des Spieles erhalten kann. Natürlich sind diese je nach Ausbaustufe immer schwieriger zu finden, was den Waffenausbau um ein Vielfaches komplexer macht als in den Vorgängern.

## Triple Triad
Eine interessante, allerdings für den Spielverlauf eher belanglose Neuerung liegt im neu eingeführten Kartenspiel namens Triple Triad. Gespielt wird auf einem 3×3 Felder großen Spielfeld. Jeder Spieler hat eine Anzahl von 5 Karten, die er ins Spiel führt. Jede Karte ist mit vier Werten versehen, die kreuzförmig angeordnet werden und von 1 (schwach) bis A (stark) reichen.
Ziel des Spiels ist es, am Ende mehr, das heißt also zumindest 5, Karten als der Gegner auf dem Feld liegen zu haben. Zu diesem Zweck werden die Karten des Gegners umgedreht und in eigene verwandelt.
Beispielspielzug:
Spieler A legt eine Karte, die im Uhrzeigersinn bei 12 Uhr beginnend die Werte 1-2-3-4 hat, in das obere linke Feld. Spieler B legt nun eine seiner Karten, die im Uhrzeigersinn bei 12 Uhr beginnend die Werte 5-6-7-8 hat, rechts neben die gegnerische Karte auf das obere mittlere Feld. Es liegen nun die Werte 2 von Spieler A und 8 von Spieler B nebeneinander. Spieler B hat einen höheren Wert. Des Gegners Karte wird somit geschlagen und umgewandelt.
Das Spiel läuft entsprechend lang weiter, bis das Spielfeld voll ist, also bis neun Karten gelegt sind. Der Gewinner darf sich eine Karte aus der Hand des Verlierers aussuchen und diese behalten, wenn nach Standardregeln gespielt wird. Daneben gibt es aber auch Sonderregeln, die den Spielverlauf beeinträchtigen. Jede Region innerhalb der Spielwelt benutzt einen bestimmten Satz dieser Regeln, sodass zum Beispiel in Region A die Karten, die man ins Spiel führen will, vom Spieler frei gewählt werden können, während in Region B die „Random-Hand“-Regel keinen Einfluss auf die Zusammenstellung des Decks ermöglicht. Es ist möglich, Regeln in andere Regionen zu „verschleppen“, wo diese dann übernommen werden. Durch das Aufsuchen der „Card Queen“ in Balamb können die regionalen Regeln wieder in den Ausgangszustand zurückversetzt werden. Alle Karten zeigen Motive von Monstern oder Charakteren aus dem Spiel. Die Karten können aber auch mit einer bestimmten erlernbaren Ability in Gegenstände aller Art umgewandelt werden. Die Anzahl der durch Umwandlung erhältlichen Items weichen entsprechend der Stärke der verschiedenen Karten qualitativ jedoch deutlich voneinander ab. Einmalig erhältliche Karten, die beispielsweise Charaktermotive abbilden, lassen sich in besonders starke Gegenstände umwandeln.

## Optik
Die Grafik hat sich im Vergleich zum vorherigen Teil stark verbessert und wirkt realistischer, was sich unter anderem auch stark auf das Aussehen der Charaktere auswirkte.
Nach wie vor benutzt das Spiel eine Kombination aus gerenderten Grafiken für die Hintergründe und Polygonmodellen für die Charaktere. In den Kampfbildschirmen wird auch die Umgebung vollständig aus Polygonen dargestellt.
Die für PlayStation-Maßstäbe überdurchschnittlichen Zwischensequenzen gehen teilweise nahtlos in die Spielgrafik über und sind teilweise fast interaktiv, wenn die polygonalen Charaktere z. B. durch eine gerade ablaufende Zwischensequenz laufen. Aufwändige Zwischensequenzen sind dadurch zu einem Markenzeichen der neueren Teile der Reihe geworden.

## Musik
Der Soundtrack von Nobuo Uematsu trägt wesentlich zur Atmosphäre des Spieles bei. Vor allem eines der Hauptthemen des Stückes, „Fithos Lusec Wecos Vinosec“, stellt mittlerweile einen Klassiker innerhalb der Final-Fantasy-Reihe dar. Der Titel des Stückes ist ein Anagramm aus den Worten „Succession of Witches“ und „Love“, also „Aufeinanderfolge/Abfolge/Erbfolge der Hexen“ und „Liebe“. Die beiden Stücke „Fithos Lusec Wecos Vinosec“ sowie das ausufernde Ending Theme, wurden von Shiro Hamaguchi arrangiert und von einem Orchester eingespielt. Ebenso steuerte die chinesische Sängerin Faye Wong mit dem Titellied „Eyes on Me“ erstmals ein gesungenes Stück bei.
Auch weitere Stücke des Originalsoundtracks wurden später für Orchester arrangiert, live aufgeführt und auf zahlreichen CDs veröffentlicht. Auch arrangierte Shiro Hamaguchi mehrere Stücke für solo Piano, welche als „Piano Collection“, sowohl als CD als auch in Notenform veröffentlicht wurden. Die „Final Fantasy VIII Piano Collection“ erfreut sich unter Fans weiterhin großer Beliebtheit.
Für das Final Fantasy Orchester Album wurde die japanische Sängerin Crystal Kay ausgewählt, das Titellied Eyes on Me zu singen.

## Rezeption
Das Spiel wurde von der Fachpresse durchgehend gut bewertet und teilweise als bisher bester Titel der Reihe gepriesen. Metacritic weist eine durchschnittliche Bewertung von 90 von 100 Punkten über 24 Reviews aus. 12 davon weisen sogar Bewertungen von über 90 Punkten aus. Das Magazin Edge merkte jedoch an, dass neben der epischen Haupthandlung kaum Platz für Nebenhandlungen und -Figuren bleibe. Die beständige Eskalation der Bedrohung stumpfe den Spieler außerdem nach und nach ab. Während Handlung, Grafik (insbesondere die Videosequenzen) und Figuren sehr gut bewertet wurden, kritisierte die Fachpresse die Schwerfälligkeit mancher Spielmechaniken, die sich über die Dauer des Spiels teilweise abnutzten. Insbesondere die Abkehr von Stufenaufstiegen als primärer Mechanismus zur Charakterentwicklung, hin zum sogenannten Draw-System, wurde als verwirrend und teilweise unnötig empfunden. Auch die Länge der Animation der beschwörbaren Guardian Forces wurde teilweise kritisiert.
Die PC-Version des Spiels wurde hingegen stark kritisiert: Die Grafik nutze die Möglichkeiten damals moderner Computer nicht aus und bleibe sogar hinter der Playstation zurück. Die Bildwiederholrate kollabiere auf der Oberweltkarte geradezu. Die Menüs wurden außerdem in keinster Weise an die Steuerung mit Maus und Tastatur angepasst. Die Kämpfe fühlten sich zudem zäh an, da zwischen den Animationen unnötig lange Pausen bestünden. Auch die Tonqualität wurde im Allgemeinen als unterlegen empfunden.
Als nachhaltigstes Erbe des Spiels gilt, als erster Teil der Reihe eine Romanze ins Zentrum der Haupthandlung gestellt zu haben. Nach Veröffentlichung des Spiels griffen andere Spiele dieses Thema vermehrt auf, sodass es in dieser Hinsicht als Vorreiter innerhalb des Mediums Videospiel gilt.

### Verkaufszahlen
Kommerziell war der Titel ein deutlicher Erfolg. Alleine in Japan wurden über 2 Millionen Vorbestellungen hinterlegt. 4 Tage nach Veröffentlichung war es bereits über 2,5 Millionen Mal verkauft worden. Auch in den USA erreichte es Platz 1 der Verkaufscharts und setzte binnen 3 Monaten über 1 Millionen Exemplare ab. Weltweit wurden bis Mitte 2000 sechs Millionen Exemplare verkauft, davon 3,6 Millionen in Japan, 1,3 Millionen in Nordamerika und 1,1 Millionen im Rest der Welt. Bis August 2019 wurde das Spiel insgesamt 9,6 Millionen Mal verkauft.

## Versionen
Final Fantasy VIII ist neben Final Fantasy VII, Final Fantasy XI und Final Fantasy XIV einer von bisher vier Final-Fantasy-Titeln, die auch für Windows-PC erschienen ist. Im Einzelhandel war bei der PC-Version das Spiel Chocobo World enthalten, was bei der PlayStation-Version nicht der Fall war. Chocobo World erschien für die Handheld-Konsole PocketStation, die nur in Japan verkauft wurde. Im Dezember 2013 ist Final Fantasy VIII als Download bei Steam wiederveröffentlicht worden.
Eine spielbare Demo wurde in diversen Spielezeitschriften veröffentlicht. Späteren Veröffentlichungen von Final Fantasy VII lag (zumindest in Deutschland) eine Demo-CD mit drei Renderfilmen von Final Fantasy VIII bei. Die als „Sneak-Peek“ betitelten Filme zeigten zum einen die Eröffnungssequenz des Spieles, allerdings in leicht abgeänderter Schnittform, und die relativ früh im Spiel auftauchende Abschlussballszene, in der Squall und Rinoa miteinander tanzen. Im Gegensatz zur finalen Version ist diese Fassung in einem Sepiaton gehalten und enthält auch andere Merkmale eines älteren Filmes, so zum Beispiel diverse Bildstörungen wie Bildstreifen. Auch die untermalende Walzermusik („Waltz for the Moon“) wurde leicht verfremdet und zusätzlich mit dem Geräusch eines laufenden Filmprojektors unterlegt, um die Altersillusion weiter zu betonen. Der dritte Film ist mit „Trial Version“ betitelt und kann nicht über das normale Menü der CD abgerufen werden. Das Video besteht aus einem Zusammenschnitt von Render- und Spielsequenzen, der lediglich von Vogelzwitschern untermalt wird. Einige der gezeigten Sequenzen sind in dieser Form nicht im Spiel enthalten, beispielsweise wird Rinoa an einer Stelle als Mitglied des Teams gezeigt, obwohl sie im fertigen Spiel erst später dazu stößt.